# Estevelles
Estevelles é uma comuna francesa na região administrativa de Altos da França, no departamento de Pas-de-Calais. Estende-se por uma área de 2,54 km². Em 2010 a comuna tinha 2 049 habitantes (densidade: 806,7 hab./km²).